# Cyjan (kolor)
Cyjan (gr. κυανoῦς – „niebieski”) – odcień niebieskiego lub zielonego, blady i spłowiały; można go określić jako szarobłękitny lub sinoniebieski. Najbardziej podobne kolory to błękit, szafir, turkus.
Nazywanie cyjanu kolorem „zielononiebieskim” wynika z pojmowania w zakresie subtraktywnej metody mieszania barw i nie jest błędem. W syntezie addytywnej kolor uzyskany w wyniku połączenia niebieskiego z domieszką zielonego.